# Koichi Nakano
Koichi Nakano –em japonesa, 中野浩一, Nakano Kōichi– (Kurume, 14 de novembro de 1955) é um desportista japonês que competiu em ciclismo na modalidade de pista, especialista na prova de velocidade individual.
Ganhou dez medalhas de ouro no Campeonato Mundial de Ciclismo em Pista entre os anos 1977 e 1986.

## Medalheiro internacional
| Campeonato Mundial | Campeonato Mundial                 | Campeonato Mundial | Campeonato Mundial        |
| Ano                | Lugar                              | Medalha            | Competição                |
| ------------------ | ---------------------------------- | ------------------ | ------------------------- |
| 1977               | San Cristóbal ( Venezuela)         | Medalha de ouro    | Velocidade individual (P) |
| 1978               | Munique ( Alemanha Ocidental)      | Medalha de ouro    | Velocidade individual (P) |
| 1979               | Ámsterdam ( Países Baixos)         | Medalha de ouro    | Velocidade individual (P) |
| 1980               | Besançon ( França)                 | Medalha de ouro    | Velocidade individual (P) |
| 1981               | Brno ( Tchecoslováquia)            | Medalha de ouro    | Velocidade individual (P) |
| 1982               | Leicester ( Reino Unido)           | Medalha de ouro    | Velocidade individual (P) |
| 1983               | Zurique ( Suíça )                  | Medalha de ouro    | Velocidade individual (P) |
| 1984               | Barcelona ( Espanha)               | Medalha de ouro    | Velocidade individual (P) |
| 1985               | Bassano ( Itália)                  | Medalha de ouro    | Velocidade individual (P) |
| 1986               | Colorado Springs ( Estados Unidos) | Medalha de ouro    | Velocidade individual (P) |